# Plains (Pensilvania)
Plains es un lugar designado por el censo ubicado en el condado de Luzerne en el estado estadounidense de Pensilvania. En el Censo de 2010 tenía una población de 4335 habitantes y una densidad poblacional de 1.308,64 personas por km².

## Geografía
Plains se encuentra ubicado en las coordenadas 41°16′33″N 75°51′7″O / 41.27583, -75.85194. Según la Oficina del Censo de los Estados Unidos, Plains tiene una superficie total de 3.31 km², de la cual 3.31 km² corresponden a tierra firme y (0%) 0 km² es agua.

## Demografía
Según el censo de 2010, había 4335 personas residiendo en Plains. La densidad de población era de 1.308,64 hab./km². De los 4335 habitantes, Plains estaba compuesto por el 96.01% blancos, el 1.11% eran afroamericanos, el 0.09% eran amerindios, el 0.95% eran asiáticos, el 0% eran isleños del Pacífico, el 0.72% eran de otras razas y el 1.13% pertenecían a dos o más razas. Del total de la población el 1.91% eran hispanos o latinos de cualquier raza.